# Binche-Chimay-Binche pour Dames 2022
La 2e édition du Binche-Chimay-Binche pour Dames a eu lieu le 4 octobre 2022. Elle fait partie du calendrier UCI en catégorie 1.1. Elle est remportée par la Néerlandaise Lorena Wiebes.

## Équipes
| UCI Women's WorldTeams (3)- Team DSM - Uno-X Pro Cycling Team - Liv Racing Xstra Équipes féminines continentales (9)- Coop-Hitec Products - GT Krush Tunap - Le col-Wahoo - Lotto Soudal Ladies - Bepink - Awol O'Shea - Plantur-Pura - Bingoal-Chevalmeire-Van Eyck Sport - AG Insurance NXTG Équipe féminines amateur (9)- S-bikes Doltcini - Isorex - Keukens Redant - KDM-Pack - Maxx-Solar - WV Schijndel - Lviv Cycling Team - Bingoal WB Ladies - Macadam’s Cowboys & Girls |
| |

## Récit de la course
L'échappée comprend entre autres Francesca Barale est reprise dans le dernier kilomètre. Lorena Wiebes s'impose au sprint.

## Classements

### Classement final
| \| Classement général \| Classement général \| Classement général \| Classement général \| Classement général \| \| Coureuse \| Coureuse \| Pays \| Équipe \| Temps \| \| ------------------ \| ----------------------- \| ------------------ \| ---------------------------------- \| ------------------ \| \| 1re \| Lorena Wiebes \| Pays-Bas \| Team DSM \| 2 h 53 min 59 s \| \| 2e \| Marjolein van 't Geloof \| Pays-Bas \| Le Col-Wahoo \| + 0 s \| \| 3e \| Anniina Ahtosalo \| Finlande \| Uno-X Pro Cycling Team \| + 0 s \| \| 4e \| Christina Schweinberger \| Autriche \| Plantur-Pura \| + 0 s \| \| 5e \| Sanne Cant \| Belgique \| Plantur-Pura \| + 0 s \| \| 6e \| Anne Dorthe Ysland \| Norvège \| Uno-X Pro Cycling Team \| + 0 s \| \| 7e \| Jeanne Korevaar \| Pays-Bas \| Liv Racing Xstra \| + 0 s \| \| 8e \| Julie Van de Velde \| Belgique \| Plantur-Pura \| + 4 s \| \| 9e \| Pfeiffer Georgi \| Royaume-Uni \| Team DSM \| + 4 s \| \| 10e \| Nathalie Bex \| Belgique \| Bingoal-Chevalmeire-Van Eyck Sport \| + 7 s \| |                         |             |                                    |                 |
| |                         |             |                                    |                 |
| Source : Cycling Quotient |                         |             |                                    |                 |
| Classement général |                         |             |                                    |                 |
| Coureuse | Coureuse                | Pays        | Équipe                             | Temps           |
| 1re | Lorena Wiebes           | Pays-Bas    | Team DSM                           | 2 h 53 min 59 s |
| 2e | Marjolein van 't Geloof | Pays-Bas    | Le Col-Wahoo                       | + 0 s           |
| 3e | Anniina Ahtosalo        | Finlande    | Uno-X Pro Cycling Team             | + 0 s           |
| 4e | Christina Schweinberger | Autriche    | Plantur-Pura                       | + 0 s           |
| 5e | Sanne Cant              | Belgique    | Plantur-Pura                       | + 0 s           |
| 6e | Anne Dorthe Ysland      | Norvège     | Uno-X Pro Cycling Team             | + 0 s           |
| 7e | Jeanne Korevaar         | Pays-Bas    | Liv Racing Xstra                   | + 0 s           |
| 8e | Julie Van de Velde      | Belgique    | Plantur-Pura                       | + 4 s           |
| 9e | Pfeiffer Georgi         | Royaume-Uni | Team DSM                           | + 4 s           |
| 10e | Nathalie Bex            | Belgique    | Bingoal-Chevalmeire-Van Eyck Sport | + 7 s           |

### Points UCI
| Position           | 1er | 2e | 3e | 4e | 5e | 6e | 7e | 8e | 9e | 10e | 11e | 12e | 13e à 15e | 16e à 25e |
| Classement général | 125 | 85 | 70 | 60 | 50 | 40 | 35 | 30 | 25 | 20  | 15  | 10  | 5         | 3         |